# Peniophora pusilla
Peniophora pusilla är en svampart som beskrevs av H.S. Jacks. 1948. Peniophora pusilla ingår i släktet Peniophora och familjen Peniophoraceae.   Inga underarter finns listade i Catalogue of Life.